# Cyphia comptonii
Cyphia comptonii är en klockväxtart som beskrevs av Bond. Cyphia comptonii ingår i släktet Cyphia, och familjen klockväxter. Inga underarter finns listade i Catalogue of Life.